# 邓家栋
邓家栋（1906年2月9日—2004年5月22日），男，广东蕉岭人，中国血液学家，曾任中国协和医科大学副校长，中国医学科学院副院长，第三届全国人大代表，第六届全国政协委员。